# Petr Hlubuček
Petr Hlubuček (* 22. dubna 1974 Vrchlabí) je český politik, v letech 2018 až 2022 zastupitel hlavního města Prahy a náměstek primátora, v letech 2010 až 2022 zastupitel a starosta městské části Praha-Lysolaje, v letech 2015–2018 předseda Svazu městských částí hlavního města Prahy, člen hnutí STAN.

## Životopis
Narodil se ve Vrchlabí do rodiny bývalých statkářů z pohoří Krkonoš. V brzkém mládí se společně se svojí rodinou přestěhoval za prací do Mladé Boleslavi. V letech 1988 až 1992 absolvoval Střední zemědělskou školu Brandýs nad Labem. 
Od roku 1992 do roku 1997 studoval obor provoz a ekonomika na České zemědělské univerzitě v Praze. Byl jedním z prvních zahraničních studentů na výměnných pobytech po Sametové revoluci. Pobýval v Německu, Rakousku a Itálii. Práce v Centrále cestovního ruchu v Miláně ovlivnila do budoucna jeho profesní zaměření. Dosud podniká v cestovním ruchu. Po absolvování vysokoškolského studia pracoval jako obchodní ředitel hotelu Galaxie v městské části Praha-Suchdol. Je také zakladatelem a bývalým spolumajitelem pražského tříhvězdičkového hotelu Rubikon. V roce 2009 odjel na cestu kolem světa, kde realizoval až 86 letů. 
Po svém návratu vstoupil do aktivní politiky v městské části Praha-Lysolaje.

## Politická kariéra
Petr Hlubuček kandidoval v roce 2010 do zastupitelstva městské části Praha-Lysolaje za sdružení nezávislých kandidátů, odkud byl z druhého místa na kandidátce zvolen do funkce starosty. V roce 2014 svou funkci obhájil již jako kandidát hnutí Starostové a nezávislí, do kterého o dva roky později vstoupil. Městská část Praha-Lysolaje v době jeho působení ve funkci starosty postavila z dotací a evropských grantů tři nové parky včetně hřišť či naučnou stezku skrz přírodní památku Housle. Došlo také k rekonstrukci místní Základní školy Járy Cimrmana. 
V roce 2016 vystoupil společně s městskou částí Praha-Suchdol proti plánované výstavbě nové letové dráhy na Letišti Václava Havla Praha.   V lednu roku 2017 se v médiích proslavil tím, že vrátil finanční dar 100 tisíc korun, který mu na konci předchozího roku za jeho služby pro obec schválilo místní zastupitelstvo. "Za tyto peníze tady v Lysolajích jsme schopni udělat hodně muziky a peníze bych stejně věnoval na nějaké účely, kterým se nad rámec své funkce věnuji," dodal k tomu.
Petr Hlubuček se na celopražské úrovni trvale věnuje cestovnímu ruchu v oblasti příjezdové turistiky. Realizoval 1. sochařské sympozium na území hlavního města Prahy. Od 3. února 2015 byl předsedou Svazu městských částí hlavního města Prahy, v roce 2018 byl do funkce jednomyslně zvolen znovu a vzdal se jí poté, co byl zvolen náměstkem primátora hlavního města. Od roku 2014 je členem dozorčí rady Dopravního podniku hl. m. Prahy nominovaný hnutím STAN, jehož se v roce 2016 stal členem a 13. ledna 2017 byl zvolen předsedou pražské organizace. 
Je také členem Majetkové komise Rady hl. m. Prahy a Komise Rady hl. m. Prahy pro fond rozvoje dostupného bydlení na území hl. m. Prahy. Na začátku března 2018 oznámil Petr Hlubuček podepsání memoranda o společné kandidátní listině do podzimních komunálních voleb mezi TOP 09 a STAN.
V komunálních volbách v roce 2018 byl zvolen zastupitelem hlavního města Prahy, když kandidoval jako člen hnutí STAN na 5. místě kandidátky subjektu TOP 09 a Starostové (STAN) ve spolupráci s KDU-ČSL, LES a Demokraty Jana Kasla – „Spojené síly pro Prahu“. Obhájil také post zastupitele městské části Praha-Lysolaje, kde byl lídrem kandidátky hnutí STAN. V Lysolajích se Hlubuček stal starostou.

### Rada hlavního města Prahy
Dne 15. listopadu 2018 byl zvolen náměstkem primátora hlavního města Prahy pro oblast životního prostředí, infrastruktury, technické vybavenosti a bezpečnosti. V roce 2019 se zasadil například o zlevnění nádob na tříděný bioodpad, zákaz ničení plevele nebezpečnými glyfosáty, budování polních mezí a remízků na městských polích a o klimatický závazek, podle něhož má být Praha k roku 2050 uhlíkově neutrální. Spolu s celou koalicí se postavil proti budování nové plavební komory u Dětského ostrova na Praze 1 či proti záměru vybudování nové paralelní dráhy na letišti Václava Havla.
Jako náměstek primátora byl odpovědný za životní prostředí, soustředil se na zlepšení klimatu, bojoval se suchem a usiloval o naplňování klimatického závazku. Prosadil zásady ekologicky šetrného zemědělství jako nedílnou součást nově uzavíraných pachtovních smluv. Na základě jeho návrhu začala Praha velké lány rozdělovat polními cestami, remízky a mezemi. Pole s jedním druhem plodiny nebudou moci překročit plochu pět hektarů. Pod jeho vedením Praha začala zachytávat podzemní průsakovou vodu z pražských kolektorů v rezervoáru pod Uhelným trhem a využívat ji pro kropení ulic a chodníku v centru města. Obdobný rezervoár pro záchyt průsakové vody se buduje na Praze 3. Dalším významným projektem v rámci boje se suchem byla obnova Lítožnického rybníka na pomezí Běchovic a Dubče. Praha tak získala novou vodní plochu o velikosti 11 ha.
V roce 2019 se dostal do sporu s koaličními partnery svým návrhem zavést mýto za vjezd do centra Prahy pro vysokoemisní vozidla po vzoru západoevropských metropolí. Dle jeho návrhu by zavedení mýta dopadlo na ty, jejichž auta nesplňují některou z emisních norem – pravděpodobně Euro 5.
V Radě hl. m. Prahy vystupoval proti záměru zástupců Prahy Sobě a Pirátské strany, aby se město staralo o zastávky MHD, či odpadkové koše samo. Jeho návrhem bylo vypsání otevřené soutěže na koncesionáře, který by zastávky zbudoval, převedl do vlastnictví hl. m. Prahy a následně si od města pronajal. Argumentoval obavou, že město nemá zkušenost ani kapacitu postavit, spravovat a prodávat reklamní prostor na téměř tisíci zastávkách MHD a že je pro město výhodnější přenést podnikatelské riziko na koncesionáře a inkasovat sjednaný nájem.
Z pozice náměstka primátora pro bezpečnost zasedal Petr Hlubuček v krizovém štábu hl. m. Prahy během koronavirové epidemie, která propukla v březnu 2020. Na jeho popud zřídila Praha seniorskou linku, která poskytovala non-stop asistenci pražským seniorům v době nouzového stavu. Jednalo se o psychologickou pomoc a dovoz potravin, hygienických potřeb a léků.
V květnu 2020 prosadil Hlubuček v Radě hl. m. Prahy vypracování strategie přechodu na takzvanou cirkulární ekonomiku, která má pomoci k dlouhodobě udržitelné a k planetě šetrné ekonomické prosperitě a blahobytu. Strategie by měla být dokončena do 31. března 2021. Cirkulární ekonomika vychází z principu opakovaného využívání surovin, čímž se snižuje množství odpadů. Strategie přechodu na cirkulární ekonomiku bude reagovat na novelu zákona o odpadech, podle níž musí do roku 2030 snížit jeho množství na polovinu.
Dne 17. června 2020 oznámil, že byl pozitivně testován na covid-19. Kvůli tomu dostalo karanténu 40 osob včetně celého vedení Prahy a primátora Zdeňka Hřiba. Na konci června 2020 se uzdravil.

### Policejní vyšetřování
Dne 15. června 2022 jej policie spolu s dalšími 10 lidmi během Akce Dozimetr obvinila, přičemž podezřelí jsou z korupce a účasti na organizované skupině v kauze, která se týká hospodaření Dopravního podniku hlavního města Prahy. Národní centrála proti organizovanému zločinu zasahovala na desítkách míst v Praze, včetně Hlubučkovy kanceláře. Ještě toho dne bylo Hlubučkovi pozastaveno členství v hnutí STAN a předsednictvo ho vyzvalo k okamžité rezignaci na veřejné funkce, ve kterých hnutí STAN reprezentuje. Hlubuček následně na část držených funkcí rezignoval. Ve funkci náměstka primátora a radního města ho nahradila Jana Plamínková.
Dne 20. června 2022 byl jednomyslně odvolán zastupitelstvem městské části Praha-Lysolaje z funkce starosty městské části, nahradila ho Dana Malečková. Dne 30. srpna 2022 byl po dvou a půl měsících propuštěn z vazební věznice v Litoměřicích poté, co složil kauci.
V březnu 2023 byl vyloučen z hnutí STAN. Proti vyloučení se následně odvolal, předsednictvo hnutí nicméně v květnu 2023 vyloučení stvrdilo. Soud kvůli porušení stanov hnutí rozhodnutí o vyloučení v prosinci 2023 zrušil.

## Osobní život
Partnerem Petra Hlubučka je Jiří Karvánek, tento vztah veřejně prezentovali například na reprezentačním plesu městských částí v únoru 2019 nebo v rozhovoru pro portál iROZHLAS. Má rád společenské vědy, sport, dopravu a chovatelství. Je členem Českého svazu chovatelů a předsedou Klubu chovatelů chocholatých plemen drůbeže, v podsvětí měl proto přezdívku Slepičák. Mluví plynně anglicky, německy a italsky.